# 西口有香
西口有香（日语：／ Nishiguchi Yuka，1977年7月19日—），日本女性配音員、舞台演員。出身於和歌山縣海南市。身高155cm。A型血。
現所屬TAB Production，以前經歷Marcus（出道公司）→青二Production → Tribeat → （今 ）。

## 經歷
畢業於和歌山縣立海南高等學校、國學院大學一部文學部日本文學科。東京廣播聲優學院聲優科出身。1997年1月19日，當時大一的西口參加《青澀之戀》的12位女主角之一七瀨優的配音試鏡結果獲得入選，從此正式出道。值得一提的是當時的審查員是青二Production所屬的資深配音員神谷明。
出道初期，西口除了邊顧及學業和邊參加配音工作之外，還要打工賺取收入及參加社團活動，讓她在大學的忙得不可開交（青澀之戀的廣播節目中提到）。與同時被選上在同名作品演出並出道的同期生鈴木麗子、岡本麻見、牧島有希、今野宏美及岡田純子共6人被稱為「兔子組」（當時所屬的是聲優事務所及遊戲公司Marcus）。
另外，還包含依年長至年少排序的（青二組）米本千珠、鈴木麻里子、豐嶋真千子、小田美智子、前田愛、滿仲由紀子6人（6人均是青二Production所屬。但除了現已退出的小田之外）在內，全體總共有12人集合起來稱為「SG Girls」。
目前西口使用的個人官方網站是第3代，而第1代官方網站與第2代官方網站完全不同的是，第2代官方網站是用部落格的方式。2014年7月19日的這一天也是西口的生日，原本發表預定在生日當天全面更新網站內容，結果其更新的執行作業卻沒能在生日當天趕上，但是第2代官方網站後來在2016年6月初全面關閉。2016年2月4日開始以使用Twitter的方式發表最新動態。同年4月1日第3代最新個人官方網站開張。

## 人物、逸事
- 喜歡的酒品牌是總廠位在宮城縣由一之蔵銷售的「鈴音」，只要是這品牌的日本酒她都願意喝[3]。另外在喝酒時一定要配羊羹，這樣子就可以享受嘴裡充滿甘甜味的感受[3]。
- 在配音業界中唯一獲得財津和夫（日语：財津和夫）樂曲提供[注 7]的配音員。
- 高中時期參加的社團是文藝社，在學期間參加第10屆全國高等學校文藝競賽（日语：全国高等学校文芸コンクール）曾榮獲小說部門第3名[3][4]。
- 大學時期參加的社團是文學社。因此擁有漢字檢定3級及圖書館員執照的資格[1]，可以說是典型文學女性，對漢字的理解通順易懂。但相反的，她最不拿手的是理科科系。高中時期有一次在總分125分的數學測驗中只考了4分，此事後來西口有在廣播節目表明[注 8]。
- 頭髮看起來就很像用染的，事實上西口頭髮的髮色天生就是茶色。
  - 中學時期，老師認為她的茶色頭髮是用染的。此經歷至今讓西口有一種根深蒂固的感受，覺得很沒面子。基本上西口的原則是不染頭髮的，但是總是一直被別人誤以為她有染髮。而西口為了不被別人認為自己有染頭髮（參加舞台劇表演的時候），曾經破例將頭髮染成黑色[5]。
- 曾經有一段時期喜歡講冷笑話[注 9]。
- 20歳的時候曾經喝酒喝到不醒人事，已經是醉酒狀況卻一直強調自己並沒有醉[6]，但在近年來很少再喝[3]。
- 「有香」這個名字其實是由神社的神主賜予的[7]。
- 最尊敬的人是母親，所以有時候在公開場合會談母親的逸事。相反的關於父親的事從未提及。
- 個性謹慎，在談到自己時才謙虛地說出。
- 特長是長笛吹奏[1]、將拳頭塞入嘴裡。
- 與專職配音員不同，因為西口的事業重點是以舞台劇演員和活動會場主持人為主，所以很少參加動畫配音與海外電影的日語配音。一方面她大多在深夜節目像藝人一樣在節目中露臉，在某種程度上充當旁白是很少見的。
- 大學時期與後來也當配音員的淺野真澄是研究會的同學。
- 參加舞台劇演出時，西口在『仰尊！ ～～』與『寺!  ～精進～』飾演的角色橘明日香在不同的作品中登場雖然設定同名同姓，但是在其它的設定是不一樣的人。還有，西口在『菊之丞一座殺人事件 ～～』是飾演音羽明日香（。）的角色。
- 2007年1月1日深夜開張的官方網站是在西口移籍至TAB Production（日语：TABプロダクション）之後架設。由於遇到伺服器的嚴重問題，曾經在2007年2月27日的下午到深夜一直無法瀏覽。
  - 2011年9月7日凌晨（9月6日深夜），又再度因為不明原因的伺服器的嚴重問題造成網站無法瀏覽，到了9月8日上午才恢復伺服器正常。
- 2016年1月1日為迎接第2代官方網站開設9周年[注 10]，但是該網站曾經出現「請稍等片刻（。）」的狀況。即使還有一個尚未使用的網站，但是根據西口本人的說法，除了部落格（網誌）的更新由本人負責之外，只有網站創建者才可以做出網站的樣本。如果要由本人親自更新網站的話就必須要進行大動作的系統修正，也就無法同時在部落格更新自身的近況。而西口為了節省一些時間更新部落格的內容，到了最後西口她的官方網站還是停在「請稍等片刻。」的狀況。此外，前面提到西口的第2代官方網站現在已經關閉。
- 從很久以前察覺到隨時都很容易睡著，經過診斷結果血液疑似都呈陽性反應，之後公開表明可能是罹患嗜睡症。
  - 不管在哪裡都很容易睡著。
  - 與睡眠時間的多與少沒有關係，西口說「就是會昏昏欲睡」。
- 喜歡兔子，曾經飼養兩隻當寵物，現在都已去世。第一隻飼養的名字叫，第二隻飼養的名字叫，兩隻的名字都是看牠們的習性、個性做決定。

### 《青澀之戀》相關
- 西口是SG Girls（日语：SGガールズ）的所有成員中最年少的。當中，還沒成年的組員只有西口和滿仲由紀子這2人而已。
- 《青澀之戀》是西口的配音出道作，也是讓她留下很深印象的作品。而在這之中包含接替岡田純子的共13人的SG Girls（日语：SGガールズ）裡面，是唯一一位其名字與在遊戲內飾演的角色名字的平文式羅馬字開頭恰巧一致的成員（Y.N.→Yuka.Nishiguchi.、Yu.Nanase.）。其後在發行的廣播劇CD特輯內有告知。
- 曾經在青澀之戀的廣播節目《歸來的青澀之戀（日语：帰ってきたセンチメンタルナイト）》表示她的哥哥在她16歳時別離。
- 自稱是「SG Girls」的隊長。
  - 於《歸來的青澀之夜（日语：帰ってきたセンチメンタルナイト）》最終回收到聽眾寄的明信片提出質問時，西口則以玩笑話做回覆。
- 2014年1月20日在自身的部落格（網誌）表示，有一次與鈴木麻里子參加聚餐時，向鈴木提出青澀之戀誕生20週年紀念的提案企劃[8]。於是鈴木的給她的回答是「妳（ (西口的暱稱)）可以擬定一項在自己的能力範圍內完成企劃案啊」。然而西口沒有注意到的是以前包括她自己在內的『兔子組』受到青二Production早已不再為青澀之戀贊助的影響使部分成員離開青二Production、及前SG Girls組員小田美智子決定無限期退出配音業界等情況。因此西口也覺得這是一項「大人的障礙」，很擔心這項企劃可能難以實現。
- 和鈴木麗子由於2人彼此的年齡相近，所以有十分不錯的交情。即使西口小鈴木2歲，但西口則是不論輩分直接對鈴木以「麗子」稱呼。
- 業界中最尊敬的人是跟西口一起在《青澀之戀》合作的鈴木麻里子。
  - 與鈴木一塊演出的還有《青澀之夜（日语：センチメンタルナイト）》單元「3年B組」、《Granulated Happiness（日语：グラニュ・レイテッドハピネス）》（廣播、廣播劇CD及DVD）、《Granulated Happiness 2（日语：グラニュ・レイテッドハピネス2）》（廣播）、翻譯（小學館集英社Production企劃。鈴木扮演「Yellow」、西口扮演「White」）等許多演出。
  - 鈴木與西口兩人在SG Girls是最年長與最年少的關係，因此西口在鈴木心中給人的印象是「年紀差很遠的妹妹」，也正是如此，至今2人私下一直有很深的交情。

## 演出
粗體字表示主要角色。

### 電視動畫
1998年
- 青澀之戀（七瀨優）

2000年
- 銀河冒險戰記（G）
- 捍衛者（女子C）

2004年
- （蔥蛋女王）

2009年
- 白色相簿（接線員）
- 魔力充電娘（女學生A）

2012年
- 夏雪之約（溫泉導播）

### 電影動畫
- 嘉兵衛的海（おふさ）

### 遊戲
1998年
- 青澀之戀（七瀨優）

2000年
- 青澀之戀2（七瀨優）
- 快樂印表機（日语：まみむめ★もがちょ）

2001年
- 熱門高爾夫2（日语：ゴルフしようよ）（紅麗華）
- 精靈之道（梅麗露）

2002年
- （貝蒂）
- Milky Season（日语：Milky Season）（星波千早）
- （向井亞由美）
- 如此地湛藍…（日语：果てしなく青い、この空の下で…。）（松倉明日菜）[注 11]
- （直）

2003年
- 房間狂熱者 流淚的青春（日语：ニュールーマニア ポロリ青春）
- 房間狂熱者 流淚的青春 Motion Capture Model（日语：ニュールーマニア　ポロリ青春）（小泉）

2008年
- 夕陽染紅的坡道（赤川）

2009年
- 閃耀☆星 ～Rock'n'RollShow～（日语：キラ☆キラ）（舞）
- Clear ～在吹起新風的山丘上～（園部薰）

2011年
- N3 ONLINE（導師露美加）
- 少女愛上姊姊Portable ～2人的艾露達～（千倉）

2012年
- ROOT√DOUBLE -Before Crime * After Days-（日语：ルートダブル -Before Crime * After Days-）

2013年
- 騎士之約 ～新約英雄大戰～（達文西[9]）

2014年
- FLOWERS 春篇（小御門奈里奈[10]）

2015年
- FLOWERS 夏篇（小御門奈里奈[11]）

2016年
- FLOWERS 秋篇（小御門奈里奈[12]）

2017年
- FLOWERS 冬篇（小御門奈里奈[13]
- 乙女（費歐娜）

### 廣播劇CD
2001年
- [注 12]
- 在這片無盡的藍天之下…。（日语：果てしなく青い、この空の下で…。）（松倉明日菜）

2008年
- 碧城（日语：アオイシロ）「青城奇譚」（女學生B）

### 廣播節目
※記號表示網路廣播。
- 青澀之夜（TBS廣播，1997年1月6日－12月29日，從3月31日公播的第13回開始出演）
- 歸來的青澀之夜（日语：帰ってきたセンチメンタルナイト）（TBS廣播，1998年4月7日－9月29日）
- 只有青澀之夜2（日语：onlyセンチメンタルナイト2）（TBS廣播，1999年4月－2000年3月）
- 夜（東海電台（日语：東海ラジオ放送），「ES時間 電台的時間（日语：ESアワー ラジヲのおじかん）」內，播出時期不明）
- Granulated Happiness（日语：グラニュ・レイテッドハピネス）（TBS廣播，2000年4月4日－終了年月日不明）
- Granulated Happiness 2（日语：グラニュ・レイテッドハピネス2）（TBS廣播，播出時期不明）
- 西口有香的三度飯夢好☆（調布FM（日语：調布エフエム放送），2005年7月2日－2009年3月21日，全140回）
- 純情、可憐，曉少女偵探團[14]（配信時期不明）※
- [14]（配信時期不明）※
- CAFE[15]（FM Sals（日语：横浜コミュニティ放送），2013年11月1日－2014年1月31日，現場直播）
- 西口有香的三度飯夢好☆ ～WEB！～[注 13]（網路廣播，2011年7月20日－現在[注 14]／不定期更新[注 15]）※
- 調布FM Anison特別節目（一年2回，分正月和暑期兩檔）

### 舞台
如上述提到的，西口她不僅參加地上波播出的小規模劇場演出，還有參加中型的舞台劇場與遊戲改編舞台劇的演出。
- 櫂工作室 K&K Company－飾演清水
- 青二音樂劇 劇團「HAPPY HOUSE」－飾演蘆屋
- 武蔵野藝能劇場 軍「愛故」－飾演柳澤舞子
- TACCS1179 劇團娛樂天國
  - 「仰尊！ ～～」－飾演橘明日香[注 16][注 17]
- - 「櫃台小姐們04」－飾演古川
  - －飾演大宮圓
  - 「吹雪山」－飾演若月杏子
  - 「因習村」－飾演兔倉夕貴

## 腳註

## 相關項目
- 青澀之戀／青澀寶貝－前者為遊戲名稱，後者為遊戲改編電視動畫名稱，兩者都是西口的出道配音作品。
- SG Girls（日语：SGガールズ）－以前是此團體的成員之一。
- 兔子組（日语：うさぎ組 (センチメンタルグラフティ)）－西口在新人時期通過青澀之戀12位女主角的試鏡之後加入的聲優團體，後併入SG Girls。
- （廣播節目）－上述除了岡田純子之外，由包含西口在內的5位聲優組成的聲優團體。
- 劇團娛樂天國－以前有3次參加此劇團的舞台演出。
- 橫田耕三（平面設計師、插畫家）－負責設計西口的第2代個人公式官網的製作者。
- －以前有3次參加此劇團的舞台演出。

## 外部連結
- （日語）－西口有香的第3代官方個人網站。
- （日語）－西口有香的官方個人部落格。
  -  （日語）－（舊）西口有香的官方個人部落格。
- TAB Production公式官網的聲優簡介 （页面存档备份，存于） （日語）
- 劇團娛樂天國 （页面存档备份，存于） （日語）－所屬舞台劇團的官方網站。
- 西口有香的X（前Twitter） （日語）
- 西口有香 OFFICIAL WEBSITE （日語）－西口有香的第2代官方網站。